# Tracie Savage
Pour les articles homonymes, voir Savage.
Tracie Savage est une actrice et journaliste américaine née le 7 novembre 1962 à Ann Arbor, Michigan (États-Unis).

## Biographie
Elle commence une carrière d'actrice dans les années 1970 alors qu'elle est encore enfant, apparaissant dans des séries télévisées comme La Petite Maison dans la prairie et Once an Eagle. Au cinéma, elle joue notamment dans Meurtres en trois dimensions, en 1982. 
En 1984, elle ressort diplômée de l'université du Michigan, et débute comme journaliste. Elle travaille alors pour plusieurs chaînes de télévisions locales, couvrant plusieurs événements comme l'attentat d'Oklahoma City en 1995, ou les jeux olympiques d'Atlanta en 1996.
Elle est amenée à témoigner dans le procès d'OJ Simpson.
Elle est également co-présentatrice sur Channel 4.

## Filmographie

### Cinéma
- 1981 : Max et le Diable (The Devil and Max Devlin) : Pammy
- 1982 : Meurtres en trois dimensions (Friday the 13th Part III) : Debbie
- 2005 : Loretta: Loretta
- 2014 : The Bone Garden : Alice Hardy

### Télévision
- 1974-1975 : La Petite Maison dans la prairie (télévision) : Christy Kennedy
- 1974 : Hurricane (télévision) : Liz Damon
- 1974 : Terror on the 40th Floor (télévision) : Cathy Pierson
- 1975 : La Légende de Lizzie Borden (The Legend of Lizzie Borden) (télévision) : la jeune Lizzie
- 1975 : Friendly Persuasion (télévision) : Mattie
- 1976 : Once an Eagle (feuilleton TV) : Peggy Damon
- 1977 : Family (en) (série télévisée) (1 épisode) : Sandy
- 1981 :  Happy Days (série télévisée) (1 épisode) : Marilyn
- 1982 : Here's Boomer (série télévisée) (1 épisode) : Sunny
- 2002 : First Monday (série télévisée) (2 épisodes) : Kathy Sundberg
- 2003 : Touche pas à mes filles (série télévisée) (1 épisode) : La journaliste
- 2008 : Monk (série télévisée) (1 épisode)